# Monumenti aperti

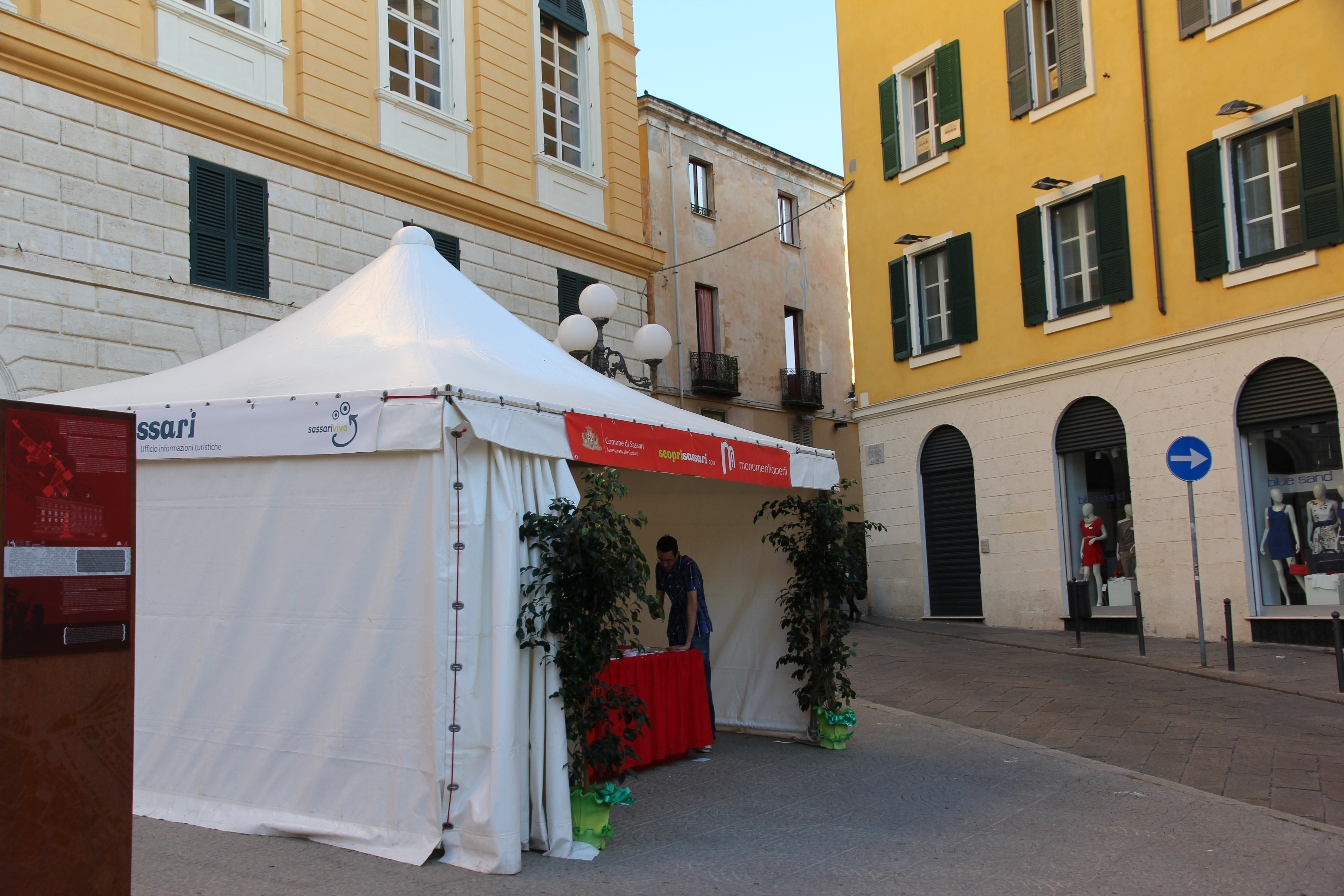
Uno stand della manifestazione

Monumenti aperti è una manifestazione culturale diffusa che si svolge annualmente in vari comuni italiani.

## Caratteristiche
Monumenti aperti nasce a Cagliari nel 1997 (anno della prima edizione, in realtà l'idea nasce nell'anno precedente: 1996) per iniziativa di una associazione culturale (Ipogeo), poi sciolta a obiettivo raggiunto e dell'associazionismo civile e culturale con l'obbiettivo di sensibilizzare i cittadini per riappropriarsi delle proprie tradizioni civili, far conoscere ai giovani il passato della propria città e rafforzare il senso di appartenenza della collettività al proprio patrimonio culturale. Dal 1999 il coordinatore della rete è la onlus Imago Mundi , associazione iscritta al numero 1611 del Registro regionale della Sardegna il 15 novembre 2006 e riconosciuta nel 2016 quale soggetto giuridico del Registro regionale delle persone giuridiche di diritto privato presso la Presidenza della Regione Autonoma della Sardegna. 
Le guide sono per la maggior parte studenti delle scuole medie e superiori. La partecipazione si estende dalle scuole primarie all'Università. I laboratori didattici e le attività per le scuole sono una parte rilevante della organizzazione e vengono realizzate tra il mese di dicembre ed il mese di aprile. La manifestazione si svolge sia in primavera che in autunno, e spesso hanno una sorta di anticipazione in concomitanza delle Giornate Europee del Patrimonio (GEP) in collaborazione con il MiBACT ora MiC Ministero della Cultura.
La manifestazione si articola in numerosi progetti: Viva voce, Cultura senza barriere, Gusta la Città, Monumenti in Musica&Spettacolo, i Racconti di Monumenti Aperti, Le parole della bellezza, Cibo è Patrimonio solo per citare gli ultimi in ordine di tempo.
In alcune città i monumenti sono "collegati" tra loro con diversi artifici, strumentali o ideali, proposti dall'organizzazione e a disposizione e libera fruizione delle persone che vogliono visitare i monumenti. Da alcuni anni infatti opera un progetto dell'Università di Cagliari, il Trentapiedi. A Quartu Sant'Elena per esempio nell'edizione 2007 e in quella del 2008 i monumenti erano collegati con un carro elettrico trainato da cavallo. A Carbonia invece si è pensato di collegare i monumenti con un trenino turistico. Nel 2016 per il primo anno i comuni di Sassari ed Alghero hanno creato un vero e proprio itinerario tra i due centri mediante il trenino verde. 
Dal 2014 la rete è diventata nazionale con una prima adesione di due comuni del Piemonte: Mango e Santo Stefano Belbo e nel 2016 entrò a far parte della rete piemontese anche il Comune di Castiglione Tinella. Dopo il triennio di sperimentazione nelle Langhe piemontesi, nei territori raccontati da Cesare Pavese e Beppe Fenoglio, la manifestazione si è estesa nella penisola, dal 2017 nel comune di Ferrara e dal 2018 anche a Copparo in Emilia Romagna e Bitonto in Puglia. Per la prima volta nel 2019 aderirono anche i comuni lombardi di Milano (Nocetum), Como e Cantù mentre la rete pugliese si è estesa nell'area metropolitana intorno a Bari nei comuni di oltre naturalmente a Bitonto. Nel 2020 a causa della pandemia si è svolta una edizione interamente digitale dal titolo Monumenti Aperti: anticorpi di bellezza in quattro regioni e sei comuni: Alghero, Cagliari e Selargius in Sardegna, Ferrara in Emilia Romagna, Como in Lombardia e Bitonto in Puglia.
I monumenti che vengono aperti al pubblico sono beni monumentali, palazzi storici, presidi della cultura, chiese, architetture industriali e zone archeologiche.

## I visitatori
Nella prima parte dell'edizione 2007 si sono sfiorati i 200.000 spettatori (circa 15.000 spettatori in più rispetto al 2006) con una partecipazione di 130.000 persone a Cagliari, 15.000 a Quartu Sant'Elena, 10.000 ad Alghero, 8.000 a Carbonia e a Sassari. Altri 27.000 persone si sono registrate complessivamente negli altri centri. Nel 2016 il numero delle firme registrate nei 48 comuni sono state oltre 300.000. Con diverse oscillazioni il dato è rimasto stabile sino al 2018 nonostante una modifica delle modalità di conteggio dei partecipanti (ora decisamente più accurate che in passato) e si è registrata una leggera flessione nel 2019 con circa 280.000 visite guidate assicurate negli oltre 70 comuni aderenti alla rete nazionale della manifestazione. Nel 2021 si celebreranno i primi 25 anni del progetto culturale che nel tempo ha assunto vere e proprie caratteristiche di modello di sviluppo territoriale. Nel 2022, in occasione della ventiseiesima edizione, realizzata nuovamente interamente in presenza dopo la pandemia di CoVid-19, i dati delle presenze rilevati su 24 comuni sui 37 partecipanti hanno sfiorato i 100 mila visitatori.

## Città e paesi aderenti
Le città e i paesi che hanno partecipato almeno una volta alla rete dei Monumenti aperti sono 169:

### In Sardegna
(centoventitré) Aggius, Aglientu, Ales, Alghero, Arbatax, Arbus, Asinara, Assemini, Bauladu, Bitti, Bonorva, Bortigiadas, Bosa, Buggerru, Cagliari, Calangianus, Calasetta, Capoterra, Carbonia, Carloforte, Castiadas, Cossoine, Cuglieri, Decimomannu, Decimoputzu, Dolianova, Elmas, Escolca, Fluminimaggiore, Gavoi, Genuri, Gergei, Gesico, Gonnesa, Gonnosfanadiga, Guspini, Iglesias, Lodine, Lunamatrona, Luogosanto, Luras, Marrubiu, Mandas, Milis, Monastir, Monserrato, Muravera, Nuoro, Nuraminis, Ollolai, Olbia, Olmedo, Olzai, Oniferi, Orani, Oristano, Osilo, Ovodda, Ozieri, Pabillonis, Padria, Ploaghe, Porto Torres, Portoscuso, Pula, Quartu Sant'Elena, Quartucciu, Sadali, San Gavino Monreale, San Giovanni Suergiu, Sadali, Samatzai, San Sperate, Sanluri, Santadi, Sant'Antioco, Sant'Anna Arresi, Santa Giusta, Sardara, Sarroch, Sarule, Sassari, Selargius, Selegas, Semestene, Seneghe, Sennori, Sestu, Serdiana, Serramanna, Settimo San Pietro, Siddi, Siliqua, Siurgus Donigala, Soleminis, Suelli, Tempio Pausania, Telti, Terralba, Tertenia, Teulada, Thiesi, Tiana, Torralba, Tramatza, Trinità d'Agultu e Vignola, Tortolì, Tula, Uras, Usini, Ussana, Uta, Vallermosa, Villa San Pietro, Villacidro, Villamar, Villamassargia, Villanovaforru, Villanovafranca, Villaputzu, Villasimius, Villaspeciosa, Villasor.

### In Piemonte
(tre) Santo Stefano Belbo, Mango, Castiglione Tinella.

### In Emilia Romagna
(due) Ferrara, Copparo

### In Puglia
(quattro) Bitonto, Giovinazzo, Modugno e Terlizzi

### In Lombardia
(quattro) Milano (Nocetum), Como, Cantù e Montorfano.

### Nel Lazio
(uno) Roma (Ecomuseo Casilino)